# Dirk van 't Klooster
Dirk Gijsbertus van 't Klooster (Amsterdam, 23 april 1976) is een Nederlands honkballer, die namens zijn vaderland driemaal deelnam aan de Olympische Spelen: 'Sydney 2000', 'Athene 2004' en 'Beijing 2008'. Bij die gelegenheden eindigde de linkshandige outfielder van honkbalvereniging Kinheim met de nationale ploeg op respectievelijk de vijfde, de zesde en de zevende plaats. Met 164 interlands is hij recordinternational van het Nederlands honkbalteam.
Van 't Klooster maakte zijn debuut voor Oranje in juli 1998 tijdens de Haarlemse Honkbalweek. Datzelfde jaar deed hij mee aan het wereldkampioenschap, en een jaar later aan het door Nederland gewonnen Europees kampioenschap. Hij sloeg in zijn internationale debuutjaar de meeste honkslagen in de Nederlandse competitie bijeen: 88. Dat jaar kreeg Van 't Klooster ook de meeste slagbeurten: 195. In het seizoen 2002 werd hij opnieuw uitgeroepen tot beste slagman (.376) uit de hoofdklasse.
Hij maakte zijn debuut in de hoofdklasse in 1993 bij de Amsterdam Pirates, daarna kwam hij uit voor achtereenvolgens Quick, RCH, Neptunus en Hoofddorp Pioniers.
Tijdens het WK in 1998 sloeg Van 't Klooster 16 honkslagen, goed voor een slaggemiddelde van .421. Hiermee was hij de beste Nederlandse slagman. Bij de Olympische Spelen van Sydney (2000) werd hij uitgeroepen tot 'rechtsvelder van het toernooi'. In 2001 werd de speler van Neptunus bij het World Port Tournament uitverkoren tot beste slagman met een slaggemiddelde van .485 (16 uit 33). Hij kreeg bovendien de prijs voor Meest Waardevolle Speler en Meest Populaire Speler. Van 't Klooster ontving bovendien ook de Press Award.
Anno 2005 is Van 't Klooster een vaste waarde voor het Nederlandse team. Met Oranje nam hij in 2002 deel aan de Haarlemse Honkbalweek en de strijd om de Intercontinental Cup. Tijdens dat laatste toernooi werd hij als rechtsvelder geselecteerd voor het All Star Team. In 2003 nam de buitenvelder met Oranje deel aan het WPT, het EK, het olympisch kwalificatietoernooi en het wereldkampioenschap.
In 2004 kwam Van 't Klooster tijdens de Haarlemse Honkbalweek in alle zes de wedstrijden in actie. Hij eindigde als op een na beste slagman van Nederland met een slaggemiddelde van .333. Na afloop kreeg de buitenvelder de prijs voor Meest Populaire Speler. Vervolgens nam hij met Oranje deel aan het pré-olympische toernooi in Italië en vervolgens de Olympische Spelen in Athene.
Onder leiding van bondscoach Robert Eenhoorn won Van 't Klooster in 2005 de Europese titel met Nederland. Hierna schreef de buitenvelder met de nationale ploeg geschiedenis bij het WK honkbal (2005) in september door voor het eerste de halve finales van een wereldkampioenschap te bereiken. Gastland Nederland beëindigde het toernooi uiteindelijk als vierde. Van 't Klooster werd een van de beste slagmannen van Oranje: in elf duels kwam hij tot vijftien honkslagen (.395). Hij werd bovendien na afloop uitgeroepen tot Beste Verdedigende Speler. Aan het eind van 2005 werd Van 't Klooster uitgeroepen tot Meest Waardevolle Speler van 2005 en werd bekend dat hij de beste slagman van 2005 was.
Tijdens de Haarlemse Honkbalweek 2006 kreeg Van 't Klooster, naast de overwinning die hij daar behaalde met het Nederlandse Team, vier individuele prijzen. Hij was Best Hitter met een slaggemiddelde van .500 (14 uit 28), won de Press Award, de prijs voor de Best Defensive Player (vanwege twee fenomenale strepen op thuis) en kreeg de Carl Angelo Award voor Most Populair Player uitgereikt.
In 2006 werden bij Van 't Klooster sporen van cannabis in de urine aangetroffen. Aanvankelijk werd hij voor dit doping-vergrijp geschorst voor een jaar, maar dit werd in beroep teruggebracht tot 6 wedstrijden. Van 't Klooster ontkent bewust cannabis te hebben gebruikt.
Op 3 augustus 2007 kwam Van 't Klooster voor de 164e maal voor Oranje uit. Daarmee verbeterde hij het record van Marcel Joost. Van 't Klooster scoorde in de openingswedstrijd van het World Port Tournament 2007 tegen Taiwan zelf de 2-0.
Op 19 juli 2011 sloeg Van 't Klooster in de vierde inning van de wedstrijd Kinheim - Pioniers op het werpen van de Tsjechische pitcher Jan Rehaçek zijn 1000e honkslag. Hij werd daarmee na Marcel Joost (recordhouder met 1166 honkslagen) de tweede slagman in de Nederlandse hoofdklasse die minimaal 1000 honkslagen heeft geslagen.
Na elf jaar heeft Van 't Klooster (Vaessen Pioniers) het all-time honkslagen record van Marcel Joost - 1166 hits - eindelijk verbroken. Hij sloeg op 27 juli 2014 in het derde duel met The Hawks zijn 1167e honkslag. Later in dezelfde wedstrijd sloeg hij ook nog zijn 1168e honkslag.
Behalve het honkslagenrecord heeft Van 't Klooster ook het meeste wedstrijden record van Joost gebroken; dat stond op 859. Op 31 juli speelde Dirk de 860e wedstrijd in zijn carrière.
Na zijn professionele carrière is hij nog op amateurniveau actief gebleven.   
Sharnol Adriana · 
Johnny Balentina · 
Patrick Beljaards · 
Ken Brauckmiller · 
Rob Cordemans · 
Jeffrey Cranston · 
Michaël Crouwel · 
Radhames Dijkhoff · 
Robert Eenhoorn · 
Rikkert Faneyte · 
Evert-Jan 't Hoen · 
Chairon Isenia · 
Percy Isenia · 
Eelco Jansen · 
Ferenc Jongejan · 
Dirk van 't Klooster · 
Patrick de Lange · 
Raily Legito · 
Jurriaan Lobbezoo · 
Remy Maduro · 
Hensley Meulens · 
Ralph Milliard · 
Erik Remmerswaal · 
Orlando Stewart
Sharnol Adriana · 
Wladimir Balentien · 
Johnny Balentina · 
Patrick Beljaards · 
Maikel Benner · 
Yurendell de Caster · 
Ivanon Coffie · 
Rob Cordemans · 
Robin van Doornspeek · 
Dave Draijer · 
Evert-Jan 't Hoen · 
Chairon Isenia · 
Eelco Jansen · 
Sidney de Jong · 
Ferenc Jongejan · 
Eugene Kingsale · 
Dirk van 't Klooster · 
Patrick de Lange · 
Raily Legito · 
Calvin Maduro · 
Diego Markwell · 
Ralph Milliard · 
Harvey Monte · 
Alexander Smit
Sharnol Adriana · 
David Bergman · 
Leon Boyd · 
Yurendell de Caster · 
Rob Cordemans · 
Dave Draijer · 
Michael Duursma · 
Bryan Engelhardt · 
Percy Isenia · 
Sidney de Jong · 
Michiel van Kampen · 
Eugene Kingsale · 
Dirk van 't Klooster · 
Roel Koolen · 
Raily Legito · 
Diego Markwell · 
Shairon Martis · 
Martijn Meeuwis · 
Danny Rombley · 
Jeroen Sluijter · 
Tjerk Smeets · 
Alexander Smit · 
Juan Carlos Sulbaran · 
Pim Walsma